# Pat Sullivan Studios
Pat Sullivan Studios (cunoscut și ca Pat Sullivan Cartoons) a fost un studio de filme de animație care a funcționat între 1916 și 1930. Fondatorul lui este Pat Sullivan, fiind ajutat financiar în perioada de început de Pat Powers.
Pat Sullivan a lucrat ca asistent al autorului de benzi desenate William Marriner realizând patru benzi desenate de unul singur. Când Marriner a decedat în 1914, Sullivan s-a alăturat nou formatului studio de animație al lui Raoul Barré. În 1915 Sullivan a fost concediat de Barre pentru incompetență. În 1916, William Randolph Hearst, magnatul presei, și-a creat propriul studio de animație cu gândul de a produce desene animate după benzile desenate din propriile ziare și a angajat cei mai buni animatori ai lui Barre. Sullivan a hotărât să-și deschidă propriul studio și a produs o serie de filme cu Sammy Johnsin, având la bază benzile desenate ale lui Marriner, lucrări la care a lucrat și el însuși. Această serie a fost urmată de o serie de filme animate avândul în prim plan pe Charlie Chaplin.
Dar principalul personaj animat al studioului a fost Felix the Cat, personaj creat împreună cu Otto Messmer, principalul desenator al studioului, considerat pe bună dreptate, cel mai de succes caracter al perioadei filmului mut de animație.
Cum Mickey Mouse a crescut în popularitate odată cu apariția sa în filmele animate sonore de la sfârșitul anului 1928, Sullivan, după ce inițial a refuzat să realizeze filme cu Felix the Cat cu sunet, într-un final a fost de acord să realizeze filme sonore. Din nefericire, Sullivan nu a pregătit acest proces cu atenție, introducând sunetul după ce filmele au fost montate în întregime. După 1930, Felix a dispărut de pe ecrane. Sullivan a cedat în 1933, și a anunțat că Felix va reveni în format sonor, dar a decedat înainte ca producția să reînceapă.

## Producții
- Lista de filme Pat Sullivan Studios

Serii de animație:
- Sammie Johnsin (1916)
- Motor Mat (1916)
- Nervy Nat (1916)
- Boomer Bill (1917)
- Fearless Freddie (1917)
- Box Car Bill (1917)
- Charlie Chaplin (1918-1919)
- Felix the Cat (1919-1930)